# Катанаев (фамилия)
Катана́ев — русская фамилия тунгусского происхождения.
Происхождение фамилии традиционно связывается с именем сына Гантимура — Катанаем (Катаной).
В 1667 году тунгусский племенной лидер Гантимур со своим сыном Катанаем и родом перешел (или вернулся) с маньчжурской реки Наун под Нерчинский острог для вступления в российское подданство. Это послужило поводом длительного дипломатического и, впоследствии, вооружённого противостояния России и Цинского Китая по вопросу об экстрадиции. В 1684 году Гантимур с сыном были в Нерчинске крещены, получив имена Пётр (Гантимур) и Павел (Катанай), после чего отправлены  Москву к царям Ивану и Петру Алексеевичам. Отец по дороге в Нарыме умер, а Павел Петрович добрался до столицы, где был царями «обласкан». Царским указом от 16 марта 1685 года за П. П. Гантимуровым признано княжеское достоинство, Нерчинскому воеводе И. О. Власову велено поставить для него в Нерчинске добрый дом, а Гантимурову — выбрать из своих жён одну, которая будет крещена, а от остальных отказаться. Предполагается, что носители фамилии Катанаев — потомки сыновей Павла Гантимурова от одной из его некрещёных жён, которая была родом из Китая.
Вместе с тем, нет оснований считать носителя эвенкийского имени Катанай единственным. Гантимур и, соответственно, его сын принадлежали к Дуликагирскому роду конных тунгусов. При этом при проведении приполярной переписи 1926—1927 выявлены 4 семьи (23 чел.) бесскотных эвенков Катанаевых, относивших себя к роду Бадарагир.